# Seleniolycus robertsi
Seleniolycus robertsi és una espècie de peix de la família dels zoàrcids i de l'ordre dels perciformes.

## Morfologia
- Les femelles poden assolir 39,3 cm de longitud total.
- Nombre de vèrtebres: 88-97.[4]

## Hàbitat
És un peix marí i de clima polar que viu entre 1.455-2.290 m de fondària.

## Distribució geogràfica
Es troba a la confluència entre els oceans Antàrtic i Pacífic.